# Regidor (teatre)
|  | Aquest article tracta sobre el càrrec d'espectacles audiovisuals. Si cerqueu el càrrec polític d'un municipi, vegeu «regidor». |

El regidor o regidora és, en el món del teatre, la persona responsable de l'organització de les condicions materials, i la coordinació dels diferents mitjans i equips tècnics, per tal de posar-los a disposició de la direcció, els assajos i la representació de l'espectacle. El regidor venia a assumir les funcions del traspunt o segon apunt, però avui dia ja ha pres carta de naturalesa com un càrrec intermedi entre el director i la resta de l'equip tècnic. De fet, és considerada la màxima autoritat a l'escenari i el responsable directe de l'espectacle una vegada ha començat.

## Evolució històrica
Al llarg de la història, la figura del que avui en dia es coneix com a regidor està lligada a la de l'apuntador. En el teatre grec ja es troba la figura del consueta (actualment, apuntador). El consueta era l'únic tècnic, ja que els artistes es preparaven absolutament de tot. En temps més propers va sorgir la figura de l'avisador, la missió del qual era més o menys fer tot el que els artistes els demanaven.
Fins a l'aparició de la posada en escena al segle xix, el «director d'escena» organitzava les tasques pràctiques, que era l'única activitat no-dramatúrgica i, després de la presa de consciència de la necessitat d'un control global dels mitjans artístics, la funció del director d'escena es va dividir en director, com a responsable artístic, i regidor, com a encarregat de l'escenari durant els assajos i les representacions.
A Espanya, entre els anys 1930 i 1940, el consueta va passar a anomenar-se primer apunt (posteriorment, apuntador) i l'avisador va passar a anomenar-se segon apunt o traspunt (posteriorment, regidor). Les tasques del primer apunt eren més importants que les del traspunt, encara que amb el pas del temps les comeses i la categoria del traspunt van anar creixent. Les comeses del traspunt eren avisar als actors, fer tot tipus de sorolls entre caixes que fossin necessaris per un millor enteniment de l'obra i compondre la llista d'objectes de l'utillatge teatral necessaris per a l'espectacle. Va ser a inicis dels anys 1950 quan, en l'ordenança laboral de locals d'espectacles, es va oficialitzar les definicions d'apuntador i regidor. En els anys 1960 es van produir molts canvis al món de l'espectacle espanyol, que d'alguna manera, van afectar el treball del regidor i de l'apuntador. En aquesta dècada es va començar a professionalitzar definitivament la part artística i a incorporar nous elements tècnics tant en la tramoia com en la il·luminació. En canvi, el treball de l'apuntador va perdre importància, alhora que les companyies de teatre de repertori van decréixer.

## Tasques del regidor
Al món de l'espectacle en viu, els regidors són les persones que tenen per missió muntar les obres conforme a l'acord pres per la direcció escènica i portar l'ordre de l'espectacle durant el transcurs d'aquest, prevenint i avisant als actors i tècnics de les seves respectives intervencions escèniques i seguint les directrius especificades en el corresponent llibret, escaleta o partitura, depenent de si es tracta de teatre de text, d'esdeveniments, d'òpera, sarsuela, dansa o circ. El regidor intervé en les tres fases d'una producció, és a dir: preproducció, assaig i representació.

### Preproducció
En aquesta fase, la tasca del regidor és l'estudi del projecte i confecció del llibret, assistència als càstings i preparació de llistats de necessitats.

### Assaig
La fase d'assaig es pot dividir al seu torn en:
1. Primers assajos: solen ser en una sala d'assajos i les comeses del regidor en aquesta fase són assistir al director d'escena i als intèrprets amb l'utillatge teatral, marcar temps d'assajos, anotar les entrades i els mutis dels intèrprets. També té per funció actualitzar la informació, coordinar i informar a producció i direcció tècnica del desenvolupament dels assajos i coordinar-los amb proves de vestuari, realitzar la citació diària d'assajos al costat del director d'escena i comunicar-la.
2. Assajos a l'escenari: en aquesta fase el regidor ja ha d'ocupar el seu lloc a l'escenari i mitjançant el sistema d'intercomunicació dona les ordres dels canvis de decorat, llums, efectes de so que s'hagin anat fixant a la primera fase d'assajos.

#### Tipus d'assaig en òpera, sarsuela i musicals
- Assaig d'escena: es treballa la posada en escena i en aquests assajos assisteixen el director d'escena, cantants, cor, figuració, ballet, etc. Es realitzen amb un pianista repetidor i assisteix el director d'orquestra o assistent.[11]
- Assaig musical o lectura d'orquestra: són assajos de l'orquestra amb el director d'orquestra.
- Assaig a la italiana: és un assaig en el teatre, amb l'orquestra en el fossat i els cantants i cor en escena asseguts sense fer escena.
- Assaig tècnic: són assajos a l'escenari on es marca tècnicament els moviments de decorat i llums, que se solen fer sense artistes.
- Enregistrament de llums: són els assajos on l'il·luminador dissenya la il·luminació de cada escena i les seves transicions. Els regidors assisteixen preparant cada escena, els canvis de decorat i l'utillatge teatral que es necessita, donant indicacions als dobles de llums i anotant cada efecte a la partitura o llibret.
- Assaig de conjunt: assajos a l'escenari amb l'orquestra en el fossat, els cantants, cor, figuració, ballet sobre l'escenari i el decorat en ús. Aquests assajos són liderats pel director d'orquestra.
- Assaig antepiano: és l'últim assaig en el qual el director d'escena pot fer retocs o modificacions, sense orquestra i normalment és el primer assaig amb vestuari.
- Assaig pregeneral i general: es realitzen amb tot el repartiment, l'orquestra, canvis de decorat, llums, efectes especials i vestuari.

### Representació
Durant les representacions fa la comprovació que tots els elements tècnics i humans estan preparats per començar la representació. El treball es realitza conjuntament amb la resta de tècnics. Dona els avisos d'inici de funció i, després, mitjançant el sistema d'intercomunicació, va donant les prevencions i execucions pertinents a cada secció perquè l'espectacle transcorri segons l'establert per la direcció escènica durant els assajos. En cas d'imprevist ha de prendre les decisions pertinents.